# Campeonato Mundial de Natação em Piscina Curta de 2010 - 200 m borboleta masculino
A prova dos 200 metros nado borboleta masculino do Campeonato Mundial de Natação em Piscina Curta de 2010 foi disputado em 19 de dezembro em Dubai nos Emirados Árabes Unidos.

## Recordes
Antes desta competição, os recordes mundiais e do campeonato nesta prova eram os seguintes:
|    | Nome           | Nacionalidade | Tempo (minuto) | Local      | Data                   |
| -- | -------------- | ------------- | -------------- | ---------- | ---------------------- |
| WR | Kaio Almeida   | Brasil        | 1:49.11        | Estocolmo  | 10 de novembro de 2009 |
| CR | Moss Burmester | Nova Zelândia | 1:51.05        | Manchester | 13 de abril de 2008    |

## Medalhistas
| Ouro               | Prata              | Bronze            |
| Chad le Clos (RSA) | Kaio Almeida (BRA) | László Cseh (HUN) |

## Resultados

### Eliminatórias
As eliminatórias ocorreram dia 19 de dezembro. Oito atletas num total de 44 se classificaram  para a final. 
| Colocação | Bateria | Raia | Nome                             | Tempo   | Notas |
| --------- | ------- | ---- | -------------------------------- | ------- | ----- |
| 1         | 6       | 1    | László Cseh (HUN)                | 1:52.81 | Q     |
| 2         | 6       | 8    | Chad le Clos (RSA)               | 1:52.91 | Q     |
| 3         | 1       | 6    | Wu Peng (CHN)                    | 1:53.25 | Q     |
| 4         | 4       | 5    | Kaio Almeida (BRA)               | 1:53.26 | Q     |
| 4         | 5       | 7    | Bobby Bollier (USA)              | 1:53.26 | Q     |
| 6         | 5       | 3    | Jayden Hadler (AUS)              | 1:53.27 | Q     |
| 7         | 6       | 5    | Chris Wright (AUS)               | 1:53.52 | Q     |
| 8         | 4       | 3    | Marcin Cieslak (POL)             | 1:53.76 | Q     |
| 9         | 6       | 4    | Pawel Korzeniowski (POL)         | 1:53.77 |       |
| 10        | 5       | 8    | Shaune Fraser (CAY)              | 1:53.80 |       |
| 11        | 6       | 6    | Duarte Mourão (POR)              | 1:53.82 |       |
| 12        | 4       | 4    | Joeri Verlinden (NED)            | 1:53.86 |       |
| 13        | 5       | 4    | Dinko Jukic (AUT)                | 1:53.92 |       |
| 14        | 5       | 6    | Tyler Clary (USA)                | 1:54.41 |       |
| 15        | 4       | 6    | Leonardo de Deus (BRA)           | 1:54.43 |       |
| 16        | 6       | 3    | Omar Pinzón (COL)                | 1:54.64 |       |
| 17        | 4       | 2    | Robert Zbogar (SLO)              | 1:54.73 |       |
| 18        | 5       | 1    | Hsu Chi-Chieh (TPE)              | 1:55.03 |       |
| 19        | 6       | 7    | Dávid Verrasztó (HUN)            | 1:55.06 |       |
| 20        | 5       | 2    | Simon Sjoedin (SWE)              | 1:55.21 |       |
| 21        | 4       | 1    | Ioannis Drymonakos (GRE)         | 1:55.87 |       |
| 22        | 6       | 2    | Jan Sefl (CZE)                   | 1:56.25 |       |
| 23        | 5       | 5    | Gal Nevo (ISR)                   | 1:56.66 |       |
| 24        | 1       | 3    | Alon Mandel (ISR)                | 1:56.67 |       |
| 25        | 3       | 2    | Velimir Stjepanovic (SRB)        | 1:57.18 |       |
| 26        | 4       | 7    | Nuno Quintanilha (POR)           | 1:57.61 |       |
| 27        | 3       | 4    | Norbert Trudman (SVK)            | 1:59.26 |       |
| 28        | 2       | 5    | Mauricio Fiol (PER)              | 1:59.45 |       |
| 29        | 3       | 1    | Marawan Hellal (EGY)             | 1:59.49 |       |
| 30        | 2       | 4    | Grant Beahan (ZIM)               | 1:59.79 |       |
| 31        | 4       | 8    | Andrés Montoya (COL)             | 1:59.94 |       |
| 32        | 3       | 8    | Javier Hernández (HON)           | 1:59.99 |       |
| 33        | 3       | 5    | Yousef Alaskari (KUW)            | 2:03.24 |       |
| 34        | 3       | 6    | Pedro Miguel Pinotes (ANG)       | 2:05.06 |       |
| 35        | 2       | 1    | Lim Duan Le Kenneth (SIN)        | 2:08.39 |       |
| 36        | 2       | 7    | Neil Agius (MLT)                 | 2:10.39 |       |
| 37        | 2       | 2    | Ali Al Kaabi (UAE)               | 2:10.69 |       |
| 38        | 2       | 3    | Nuno Miguel Rola (ANG)           | 2:11.10 |       |
| 39        | 2       | 6    | Sofyan Elgidi (LBA)              | 2:19.06 |       |
| 40        | 2       | 8    | Anderson Lim Chee Wei (BRU)      | 2:20.51 |       |
| -         | 1       | 4    | Chen Weiwu (CHN)                 | DNS     |       |
| -         | 1       | 5    | Clément Lefert (FRA)             | DNS     |       |
| -         | 3       | 3    | Alexander Broberg Skeltved (NOR) | DNS     |       |
| -         | 3       | 7    | Jason Dunford (KEN)              | DNS     |       |

### Final
A final teve sua disputa realizada em 19 de dezembro.
| Colocação         | Raia | Nome                 | Tempo   | Notas |
| ----------------- | ---- | -------------------- | ------- | ----- |
| Medalha de ouro   | 5    | Chad le Clos (RSA)   | 1:51.56 |       |
| Medalha de prata  | 6    | Kaio Almeida (BRA)   | 1:51.61 |       |
| Medalha de bronze | 4    | László Cseh (HUN)    | 1:51.67 |       |
| 4                 | 1    | Chris Wright (AUS)   | 1:51.85 |       |
| 5                 | 3    | Wu Peng (CHN)        | 1:51.92 |       |
| 6                 | 8    | Marcin Cieslak (POL) | 1:53.09 |       |
| 7                 | 2    | Bobby Bollier (USA)  | 1:53.61 |       |
| 7                 | 7    | Jayden Hadler (AUS)  | 1:53.61 |       |

Legenda
| Recorde mundial       | Recorde mundial (World record)               |                       | Recorde africano                      | Recorde africano (African) |                                           | Q | Classificado por posição (Qualified) |
| Recorde do campeonato | Recorde do campeonato (Championship record)  | Recorde da América    | Recorde da América (Americas)         | q                          | Classificado por melhor tempo (Qualified) |   |                                      |
| Melhor marca do ano   | Melhor marca do ano (World leading)          | Recorde asiático      | Recorde asiático (Asian)              | DNS                        | Não largou (Did not start)                |   |                                      |
| Recorde nacional      | Recorde nacional (National record)           | Recorde europeu       | Recorde europeu (European)            | DNF                        | Não terminou (Did not finish)             |   |                                      |
| Recorde pessoal       | Recorde pessoal do atleta (Personal best)    | Recorde da Oceania    | Recorde da Oceania (Oceania)          | DSQ / DQ                   | Desclassificado (Disqualified)            |   |                                      |
| Recorde da temporada  | Recorde da temporada do atleta (Season best) | Recorde sul-americano | Recorde sul-americano (South America) | NM                         | Sem marca (No mark)                       |   |                                      |